# Juicio político de Martín Vizcarra
El juicio político de Martín Vizcarra fue un procedimiento parlamentario seguido por el Congreso de la República por infracciones a la Constitución Política cometidas por el expresidente de la República Martín Vizcarra Cornejo por el caso «Vacunagate». El procedimiento culminó el día 16 de abril de 2021 con la inhabilitación para el ejercicio de la función pública del expresidente Vizcarra.

## Antecedentes
El 10 de febrero de 2021 una investigación del periodista Carlos Paredes difundida en el programa de televisión Beto a saber reveló que el expresidente Martín Vizcarra y su esposa, Maribel Díaz, se habían vacunado contra la COVID-19 en octubre de 2020. La información fue confirmada al día siguiente por el propio expresidente quien informó a la prensa.
El 14 de febrero, el diario La República informó que el Perú había recibido 2 mil dosis de la vacuna experimental de Sinopharm, fuera de la cobertura de los ensayos clínicos. Esas dosis fueron aplicadas a parte del personal médico y técnico encargado del ensayo clínico, pero también a varios funcionarios de los ministerios de Relaciones Exteriores y de Salud.
El 15 de febrero se reveló que la exministra de Salud Pilar Mazzetti Soler también se había vacunado.

## Desarrollo

### Denuncias
El día 16 de febrero de 2021, los congresistas Jesús Orlando Arapa, Rubén Ramos, Hipólito Chaiña y María Isabel Bartolo formularon una denuncia constitucional (N.º 423) contra el expresidente Martín Vizcarra Cornejo por la presunta infracción constitucional de los artículos 38, 39, 41 y 118.1 de la Constitución Política del Perú. Asimismo, los congresistas Alberto de Belaúnde, Miguel Gonzales, Carolina Lizárraga, José Antonio Núñez Salas, Daniel Olivares, Angélica Palomino y Zenaida Solís realizaron una denuncia constitucional (N.º 427) por la presunta infracción constitucional de los artículos 2.2, 7, 9, 39 y 118.1 de la Constitución Política del Perú.
Las denuncias fueron recibidas por la Subcomisión de Acusaciones Constitucionales, la cual redactó un informe de calificación que declaró procedente las denuncias constitucionales, exceptuando el correspondiente a la infracción al artículo 41 de la Constitución. De igual manera, la Subcomisión, en su informe final, planteó la acumulación de las denuncias constitucionales.

### Proceso
El 1 de marzo de 2021, la Comisión Permanente del Congreso aprobó el informe hecho por la Subcomisión de Acusaciones Constitucionales y la acumulación de las denuncias con 24 votos a favor, 0 en contra y 0 abstenciones.
Los artículos constitucionales presuntamente infringidos serían los siguientes:
| Artículo | Texto |
| -------- | --- |
| 2.2      | [Toda persona tiene derecho] A la igualdad ante la ley. Nadie debe ser discriminado por motivo de origen, raza, sexo, idioma, religión, opinión, condición económica o de cualquiera otra índole. |
| 7        | Todos tienen derecho a la protección de su salud, la del medio familiar y la de la comunidad así como el deber de contribuir a su promoción y defensa. La persona incapacitada para velar por sí misma a causa de una deficiencia física o mental tiene derecho al respeto de su dignidad y a un régimen legal de protección, atención, readaptación y seguridad. |
| 9        | El Estado determina la política nacional de salud. El Poder Ejecutivo norma y supervisa su aplicación. Es responsable de diseñarla y conducirla en forma plural y descentralizadora para facilitar a todos el acceso equitativo a los servicios de salud. |
| 38       | Todos los peruanos tienen el deber de honrar al Perú y de proteger los intereses nacionales, así como de respetar, cumplir y defender la Constitución y el ordenamiento jurídico de la Nación. |
| 39       | Todos los funcionarios y trabajadores públicos están al servicio de la Nación. El Presidente de la República tiene la más alta jerarquía en el servicio a la Nación y, en ese orden, los representantes al Congreso, ministros de Estado, miembros del Tribunal Constitucional y del Consejo de la Magistratura, los magistrados supremos, el Fiscal de la Nación y el Defensor del Pueblo, en igual categoría; y los representantes de organismos descentralizados y alcaldes, de acuerdo a ley. |
| 118.1    | Corresponde al Presidente de la República: Cumplir y hacer cumplir la Constitución y los tratados, leyes y demás disposiciones legales. |

El 4 de marzo, la Subcomisión de Acusaciones Constitucionales designó al congresista Jim Ali Mamani Barriga como delegado de las denuncias relacionadas al juicio político por infracción constitucional contra el expresidente Martín Vizcarra, y las exministras Pilar Mazzetti y Elizabeth Astete. El 15 de marzo, el congresista Mamani entregó el informe de determinación de hechos. La Subcomisión de Acusaciones Constitucionales citó para el 22 de marzo a los 3 acusados. Con la citación, los altos funcionarios hicieron llegar sus descargos por escrito.
Ese día, las exministras asistieron a la Subcomisión de Acusaciones Constitucionales; sin embargo, el expresidente Vizcarra no asistió. El 23 de marzo, Vizcarra solicitó que el congresista Mamani se inhibiera de investigarlo. La sesión para el debate del informe final se programó para el día 31 de marzo. En el documento se propone inhabilitar por 1 año a la excanciller Elizabeth Astete, 8 años a la exministra de Salud Pilar Mazzetti y 10 años al expresidente Martín Vizcarra.
El día 31 de marzo, la Subcomisión de Acusaciones Constitucionales debatió el informe final que recomienda la inhabilitación de los altos funcionarios y aprobó el documento con 15 votos a favor, 0 en contra y 2 abstenciones.
El día 3 de abril Martín Vizcarra fue citado a la sesión de la Comisión Permanente del día 8 de abril, fecha en la que el expresidente ejerció su defensa ante dicha Comisión. Luego de dos horas de debate, la Comisión Permanente aprobó la acusación constitucional contra Vizcarra, Mazzetti y Astete por las infracciones constitucionales.
El día 16 de abril, se llevó a cabo la sesión del Pleno del Congreso de la República a la cual asistieron las exministras Elizabeth Astete y Pilar Mazzetti. La defensa de Martín Vizcarra pidió la reprogramación del debate para otra fecha; sin embargo, la Mesa Directiva y el Pleno del Congreso calificaron la inasistencia como injustificada. Luego de escuchar los alegatos de las exministras, la sesión fue suspendida para retomarse en la tarde del mismo día. A las cuatro de la tarde inició el debate de la inhabilitación a los tres altos funcionarios, el cual se prolongó por más de dos horas.  
El Pleno del Congreso, sin la participación de los miembros de la Comisión Permanente inhabilitó a la exministra de Relaciones Exteriores Elizabeth Astete por 1 año, a la exministra de Salud Pilar Mazzetti por 8 años y al expresidente de la República Martín Vizcarra por 10 años. Tras la decisión parlamentaria, la defensa del expresidente Vizcarra argumentó que habría vulneraciones al debido proceso. 

## Juicio político

### Votación en la Comisión Permanente del Congreso
| Acusado         | Fecha              | Voto |   |   | Frepap |   |   | UPP |   |   |   | DD | NC | Total |
| --------------- | ------------------ | ---- | - | - | ------ | - | - | --- | - | - | - | -- | -- | ----- |
| Martín Vizcarra | 8 de abril de 2021 | Sí   | 5 | 4 | 3      | 3 | 2 | 2   | 2 | 2 |   | 1  | 1  | 26/29 |
| Martín Vizcarra | 8 de abril de 2021 | No   |   |   |        |   |   |     |   |   |   |    |    | 0/29  |
| Martín Vizcarra | 8 de abril de 2021 | Abs. |   |   |        |   |   |     |   |   |   |    |    | 0/29  |
| Martín Vizcarra | 8 de abril de 2021 | Aus. |   |   |        |   |   |     |   |   | 1 |    |    | 1/29  |

### Votación en el Pleno del Congreso de la República
| Acusado         | Fecha               | Voto |    |    | Frepap |    |   | UPP |   |   |  | DD | NC | NA | Total  |
| --------------- | ------------------- | ---- | -- | -- | ------ | -- | - | --- | - | - |  | -- | -- | -- | ------ |
| Martín Vizcarra | 16 de abril de 2021 | Sí   | 15 | 16 | 12     | 11 | 7 | 6   | 6 | 4 |  | 4  | 4  | 1  | 86/101 |
| Martín Vizcarra | 16 de abril de 2021 | No   |    |    |        |    |   |     |   |   |  |    |    |    | 0/101  |
| Martín Vizcarra | 16 de abril de 2021 | Abs. |    |    |        |    |   |     |   |   |  |    |    |    | 0/101  |
| Martín Vizcarra | 16 de abril de 2021 | Aus. |    |    |        |    |   |     |   |   |  |    |    |    | 0/101  |